# Jamaga Soko
Jamaga Sokō (japonsko 山鹿 素行), japonski filozof in vojaški strateg pod šogunatom Tokugava v obdobju Edo, * 21. september 1622, Ajzuvakamacu, † 23. oktober 1685
Kot učenjak je uvedel konfucijansko načelo »plemenitnika« med samuraji na Japonskem. To je postalo pomemben del načina življenja samurajev in njihovega kodeksa ravnanja.

## Življenje
Jamaga Soko se je rodil v Ajzuvakamacu kot sin ronina, ki je prej pripadal domeni Aizu in se leta 1628 pri šestih letih preselil v Edo (današnji Tokio). Od takrat se je učil o kitajskih klasičnih besedilih in pri devetih letih postal učenec Hajašija Razane, privrženca neokonfucijanizma, ki je razvil mešanico šintoističnih in konfucijanskih prepričanj, ki je postala temelj prevladujoče ideologije šogunata Tokugava. Ko je bil star 15 let, je odpotoval v provinco Kai, kjer se je učil vojaške strategije pod Obatom Kagenorijem.
Pri štiridesetih letih se je oddaljil od uradne doktrine ter zavrnil Čeng-Šu šolo, za katero se je zavzemal klan Hajaši in zažgal vsa dela, ki jih je napisal pod njenim vplivom. To je bil poleg tega, da je objavil filozofsko delo z naslovom Seikjo Joroku, razlog za njegovo aretacijo na pobudo Hošine Masajukija, daimja domene Aizu. Jamaga je razglasil svoje prepričanje, da je neoporečno resnico mogoče najti le v etičnih naukih Konfucija in da je kasnejši razvoj znotraj konfucijanske tradicije predstavljal sprevrženost prvotne doktrine. Hošina je napad na prevladujočo tradicionalnost videl kot potencialno izpodbijanje avtoritete Tokugava in je ukazal njegovo izgnanstvo iz Eda. Kmalu po svojem izgonu, leta 1653, se je Jamaga preselil v domeno Akō v provinci Harima, kjer se je spoprijateljil z Asano Nagatomo in postal pomemben učitelj konfucianizma in vojaške znanosti. Jamagin vpliv se je kasneje izrazil v sporu z Genrokujem Akō, saj je bil njegov vodja, Ōiši Jošio, eden njegovih predanih učencev.
Jamaga je napisal vrsto del, ki se ukvarjajo z »bojevniškim verovanjem« (bukyō) in »potjo gospoda« (shidō). Tako je opisal visoko poslanstvo razreda bojevnikov in njihove obveznosti. Po Williamu Scottu Wilsonu v njegovih Idealih samurajev, je Jamaga »v svoji teoriji Shidō (manj radikalna teorija kot bushidō), bojevnika opredelil kot zgled konfucijanske čistosti drugim slojem družbe in kot kaznovalca tistih, ki bi zašli z njegove poti.« Wilson je zapisal, da je Jamaga mislil o samuraju kot o »nekakšnem bojevniku-modrecu« in svoje spise osredotočil na popolnost ideala, vendar »je bila ta smer razmišljanja [...] značilna za učenjake iz obdobja Edo zaradi nagnjenosti k špekulacijam«. Ponovno je poudaril, da so bili miroljubne umetnosti, pisma in zgodovina bistvenega pomena za intelektualno disciplino samurajev. Jamaga tako simbolizira zgodovinsko preobrazbo samurajskega razreda iz čisto vojaške aristokracije v aristokracijo z naraščajočim političnim in intelektualnim vodstvom. Eden od njegovih učencev je bil Daidōji Jūzan , samuraj iz družine Daidōji, ki je postal avtor pomembnega bushidō besedila, Budō shoshin shu. Izpostavil je tudi potrebo po preučevanju in sprejemanju zahodnega orožja in taktik, kot so jih uvedli Nizozemci.
Življenje njegovega skorajšnjega sodobnika Matsudaire Sadanobuja predstavlja kontekst za bolj popolno razumevanje Jamaginega življenja. Oba sta v celoti verjela v državljanske in osebne vrednote konfucianizma, vendar sta si oba ta zapovedi razlagala nekoliko drugače zaradi svojega mestav družbi v obdobju Edo. V njegovem času je bilo to pojmovanje konfucijanskih vrednot med razlogi, zaradi katerih je opozoril na potrebo po preučevanju in sprejemanju zahodnega orožja in taktike. Jamagina zasnova je ponovila in kodificirala spise preteklih stoletij in opozorila na cesarja kot na središče vse zvestobe. Njegovi nauki so torej neposredno veljali za vse v obstoječi fevdalni strukturi in ni pozival k spremembi cesarskega statusa.
Jamaga je bil leta 1675 oproščen in mu je bilo dovoljeno, da se vrne v Edo, kjer je naslednjih 10 let poučeval vojaške študije. Umrl je leta 1685, njegov grob pa je v templju Sōtō Zen v Sōsan-ji v Šinjukuju v Tokiu. Njegov grob je bil leta 1943 razglašen za spomeniško območje. 

## Chucho Jijitsu
Pomembna tema, ki je potekala skozi Yamagovo življenje in dela, je bila osredotočenost na veličino Japonske, kar je postalo eden od razlogov, zakaj sta se njegova priljubljenost in vpliv razširila v naraščajoči nacionalistični kulturi v sredini dvajsetega stoletja.
Ker je živel v času, ko je bilo na Japonskem napisanih zelo malo besedil in so se japonski učenjaki posvečali študiju kitajske zgodovine, kitajske literature in kitajske filozofije, je napisal Chucho Jijitsu (»Resnica o osrednjem kraljestvu«), da bi japonske učenjake predramil k preučevanju njihove nacionalne zgodovine in kulture. Njegov argument je bil, da je Japonska dar bogov Japonskemu ljudstvu in da medtem ko mnogi narodi menijo, da je njihova država središče sveta, na objektivni podlagi, samo Kitajska in Japonska lahko upravičita takšne trditve, od obeh pa je Japonska očitno boljša, ker je naklonjena bogovom, kar dokazuje dejstvo, da le na Japonskem obstaja neprekinjena cesarska linija, ki izhaja iz samih bogov.